# Bartosz Nowicki
Bartosz Nowicki (* 26. Februar 1984 in Gryfice) ist ein ehemaliger polnischer Leichtathlet, der sich auf den Mittelstreckenlauf spezialisiert hat. Seinen größten Erfolg feierte er mit dem Gewinn der Bronzemedaille über 1500 Meter bei den Halleneuropameisterschaften 2011 in Paris.

## Sportliche Laufbahn
Erste international Erfahrungen sammelte Bartosz Nowicki im Jahr 2001, als er bei den Jugendweltmeisterschaften in Debrecen in 3:51,84 min den sechsten Platz im 1500-Meter-Lauf belegte. 2003 siegte er in 3:45,01 min bei den Junioreneuropameisterschaften in Tampere und im Dezember wurde er bei den Crosslauf-Europameisterschaften in Edinburgh in 22:04 min 54. im Juniorenrennen. 2005 belegte er bei den U23-Europameisterschaften in Erfurt in 3:51,44 min den neunten Platz und 2009 belegte er bei den Militär-Weltmeisterschaften in Sofia in 3:48,76 min den achten Platz. 2011 gewann er bei den Halleneuropameisterschaften in Paris in 3:41,48 min die Bronzemedaille hinter dem Spanier Manuel Olmedo und Kemal Koyuncu aus der Türkei. Im Juli belegte er bei den Militärweltspielen in Rio de Janeiro in 3:44,32 min den fünften Platz un im Jahr darauf wurde er bei den Europameisterschaften in Helsinki in 3:46,69 min Fünfter. 2013 klassierte er sich bei den Halleneuropameisterschaften in Göteborg mit 3:39,74 min auf dem siebten Platz und 2017 beendete er seine aktive sportliche Karriere im Alter von 33 Jahren.
In den Jahren 2007, 2011 und 2012 wurde Nowicki polnischer Meister im 1500-Meter-Lauf sowie 2013 in der 4-mal-400-Meter-Staffel. Zudem wurde er 2013 Hallenmeister im 800-Meter-Lauf sowie 2008 über 1500 und 3000 Meter.

## Persönliche Bestleistungen
- 800 Meter: 1:46,81 min, 10. Juni 2007 in Bydgoszcz
  - 800 Meter (Halle): 1:47,42 min, 10. Februar 2008 in Karlsruhe
- 1000 Meter: 2:20,27 min, 12. August 2006 in Słupsk
- 1500 Meter: 3:36,68 min, 13. Juni 2011 in Rehlingen
  - 1500 Meter (Halle): 3:38,90 min, 13. Februar 2011 in Karlsruhe
- Meile: 3:57,19 min, 6. August 2011 in London
- 2000 Meter: 5:05,83 min, 18. August 2007 in Miedzyzdroje
- 3000 Meter: 7:57,99 min, 24. Mai 2010 in Rehlingen
  - 3000 Meter (Halle): 8:01,14 min, 26. Februar 2010 in Spała